# Andrzej Samoraj
Andrzej Wojciech Samoraj (ur. 24 kwietnia 1977 w Sierpcu, zm. 16 czerwca 2020 w Dobrosielicach Pierwszych) – polski samorządowiec, burmistrz Drobina w latach 2014–2020.

## Życiorys
Syn Antoniego i Danuty. Był członkiem Polskiego Stronnictwa Ludowego. W latach 2010–2014 był radnym powiatu płockiego, gdzie przewodniczył Komisji Budżetu i Finansów. Jednocześnie pełnił funkcję Kierownika Biura Powiatowego Agencji Restrukturyzacji i Modernizacji Rolnictwa w Płocku.
Podczas wyborów samorządowych w 2014 roku elekcję na urząd burmistrza Drobina uzyskał w pierwszej turze, uzyskując ponad 58% głosów. W kolejnych wyborach w 2018 roku uzyskał jeszcze wyższe poparcie – ponad 69%.
Zmarł tragicznie w wypadku podczas prac polowych. Został w 2020 pośmiertnie odznaczony Złotym Krzyżem Zasługi za zasługi w działalności społecznej i samorządowej.